# Igreja do Santíssimo Sacramento e Sant'Ana
A Igreja do Santíssimo Sacramento e Sant'Ana é uma igreja católica romana brasileira do século XVIII localizada no bairro de Nazaré da cidade de Salvador, Bahia.

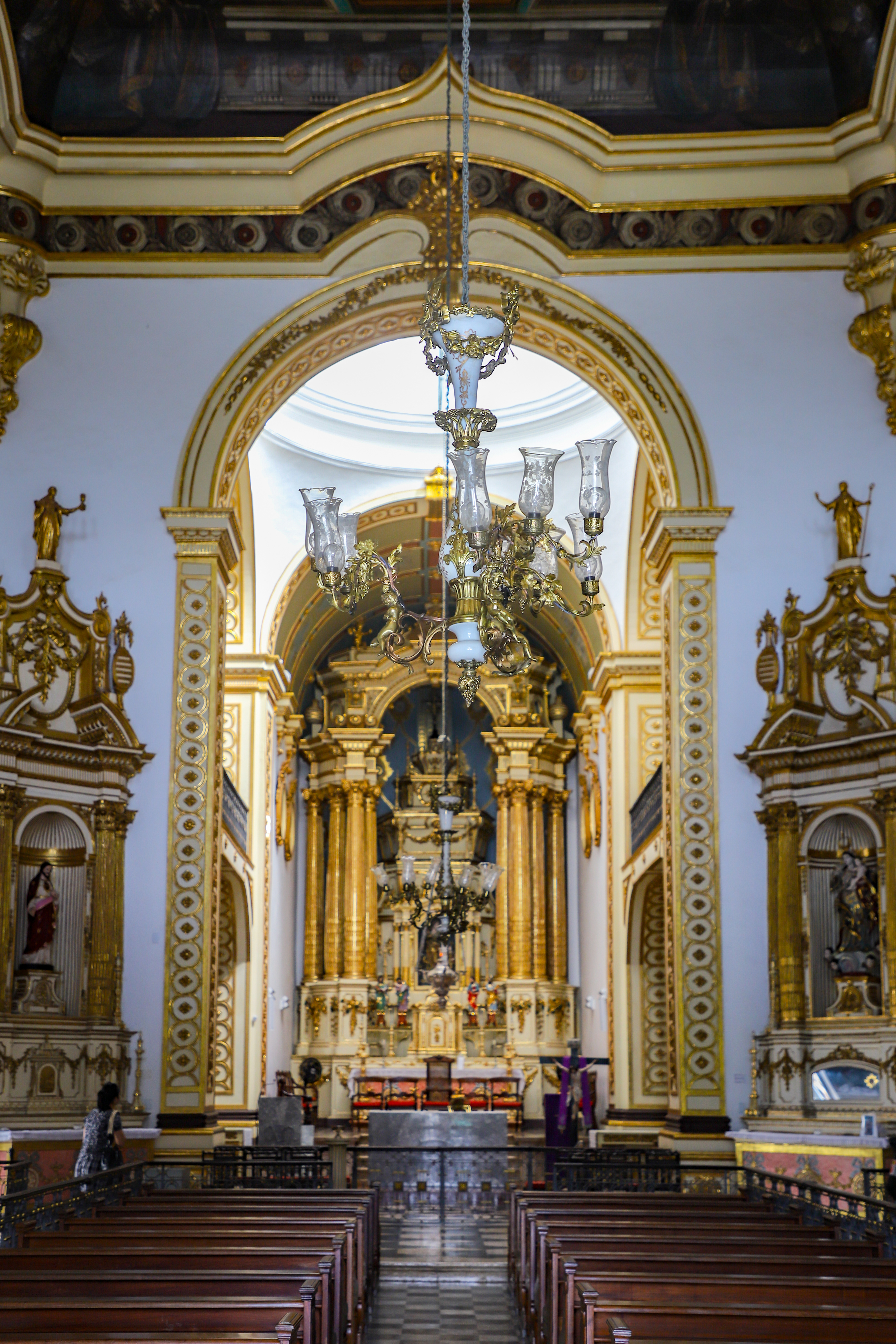
Nave e Altar

A igreja é dedicada a Santa Ana e pertence à Arquidiocese de São Salvador da Bahia.
Sua construção começou em 1747 e se estendeu por duas décadas.
A igreja fica na segunda linha de morros abaixo do Centro Histórico de Salvador, no bairro de Nazaré. Foi construída em uma colina acima da Fonte do Gravatá, que data do início do século XVIII.
A igreja tem nave única sem capelas laterais; os corredores laterais são encimados por tribunas. O transepto apresenta cúpula com uma clarabóia, característica singular na Bahia.
Na parte de trás da igreja encontra-se um ossário construído em torno de um pequeno pátio. A igreja foi tombada como edifício histórico pelo Instituto do Patrimônio Histórico e Artístico Nacional em 1941.

## Localização
A Igreja do Santíssimo Sacramento e Sant'Ana situa-se no ponto mais alto da Ladeira de Sant'Ana, uma rua larga e íngrime. A ladeira estende-se da igreja à Avenida José Joaquim Seabra; já foi cercada por casas do período colonial português dos séculos XVIII e XIX.

## História
A solicitação para construir a Igreja do Santíssimo Sacramento de Santa Ana foi feita em 1744 pela Confraria do Santíssimo Sacramento da Paróquia de N. Srª do Desterro, mas somente atendida em 1746. A demora ocorreu devido ao primeiro pedido de autorização feito pelo arcebispo  D. José Botelho de Mattos ter sido negado, pois era necessário a aprovação do rei de Portugal, D. João V.
Após autorização, o local escolhido foi uma área elevada sobre o antigo vale Dique dos Holandeses, incorporando uma parte do Convento de S. Francisco, que ficava à rua da Vala, depois denominada Baixa dos Sapateiros. A Igreja do Santíssimo Sacramento de Santa Ana foi construída pelo mestre pedreiro Felipe de Oliveira Mendes, iniciado em 1754.

## Arquitetura

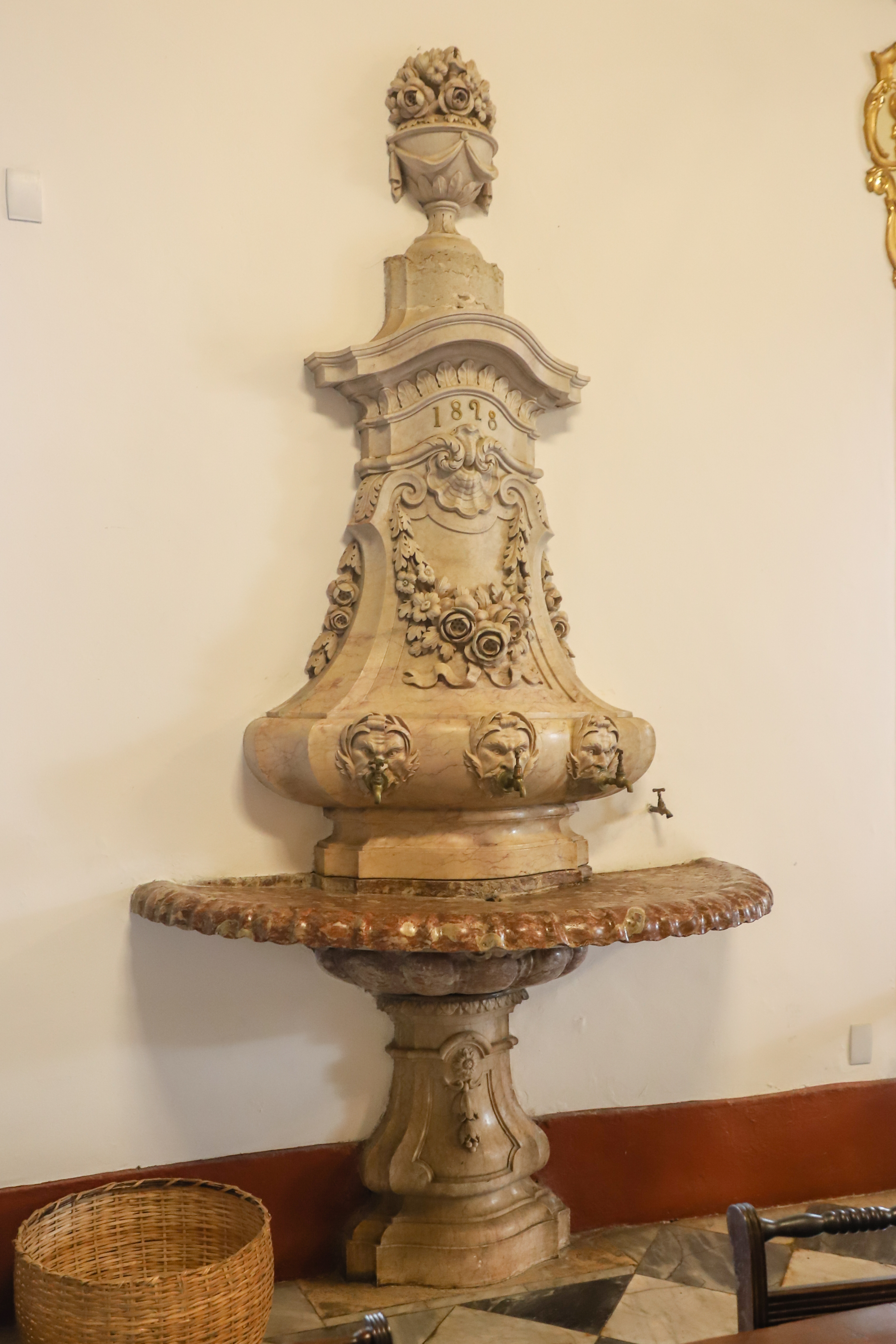
Lavado em Lioz

A igreja possui corredores laterais, uma cúpula com laternim sobre tambor e ao fundo da edificação, encontra-se um pequeno pátio com um ossuário.
Inicialmente foi criada no estilo barroco, sendo remodelada no século XIX. A remodelação mescla o estilo neoclássico com a arquitetura lisboeta da época.
Em sua fachada principal estão duas torres e um corpo central com terminação à "mansard".
Em seu interior, encontram-se elementos neoclássicos e pinturas em painéis e forro.  Os painéis foram executados por José da Costa Andrade e forro da nave de Franco Velasco.
Possui seis altares laterais e dois púlpitos, inicialmente entalhados por  Francisco Gomes Pereira e seguindo o estilo barroco, decorado com anjos, colunas espiraladas. Entretanto com a remodelação para o estilo neoclássico, estes entalhes foram substituídos.
Exemplares do barroco daquela época, resistiram somente as tribunas da nave, decoradas com guirlandas de pelicanos.
O lavado da sacristia tem sua procedência de Portugal, Lisboa, e datado de 1828. As paredes do presbitério e capela-mor são decoradas com "azulejos fingidos", que são pinturas simulando azulejos.

## Ossuário

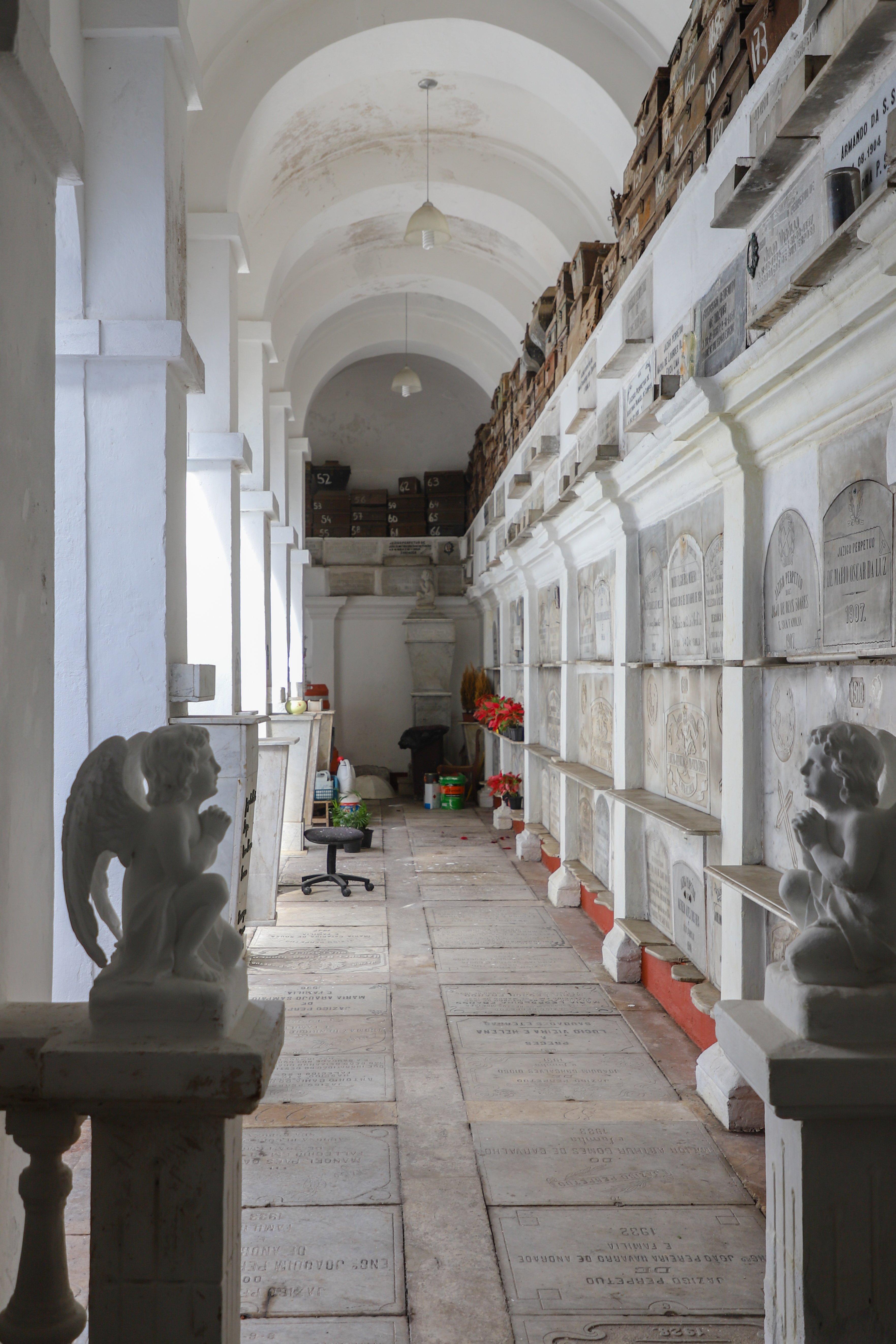
Ossuário

O ossário da igreja guarda os restos mortais de inúmeras figuras de destaque da história baiana, além de muitos devotos de Sant'Ana.
Entre as personalidades estão os ossos de Maria Quitéria (1792-1853), tenente brasileira e heroína nacional da Guerra da Independência do Brasil e do Padre Roma, que chegou ao Brasil como embaixador da Revolução Pernambucana de 1817.

## Tombamento
A Igreja do Santíssimo Sacramento de Santa Ana foi classificada como uma estrutura histórica e tombada pelo Instituto do Patrimônio Histórico e Artístico Nacional em 1941.
Tanto a estrutura quanto seu conteúdo foram incluídos no tombamento do IPHAN sob o número 275.

## Acesso
A Igreja do Santíssimo Sacramento de Santa Ana está aberta ao público e pode ser visitada.